# Cabildo de San Juan Tenochtitlán
O cabildo de San Juan Tenochtitlan foi um conselho governante estabelecido no século XVI para dar um governo de estilo espanhol a Tenochtitlan.
O cabildo consistia em um único governador, vários alcaldes e regidores e vários outros oficiais menores.
O cabildo foi abolido em 1812 pela Constituição espanhola de 1812.

## Governador
Inicialmente, o governo foi dado ao tlatoani (governante dinástico indígena) e muitos dos primeiros governadores foram referidos pelos espanhóis como cacique y gobernador ("governante e governador indiano") ou señor y gobernador ("senhor e governador"). O último tlatoani de Tenochtitlan foi Luis de Santa María Nanacacipactzin (1563–1565). Governadores que também foram tlatoani ou cuauhtlatoani (governante interino) são indicados na lista.
Os governadores subsequentes (não dinásticos) foram referidos como juez-gobernador ("juiz-governador") ou simplesmente gobernador ("governador"). Em 1564, o governador recebia um salário de 400 pesos por ano.
A lista:
1. Cuauhtémoc (1521–1525; também tlatoani )
2. Juan Velázquez Tlacotzin (1525–1525/1526; também cuauhtlatoani )
3. Andrés de Tapia Motelchiuh (1526–1531; também cuauhtlatoani )
4. Pablo Xochiquentzin (1532–1536; também cuauhtlatoani )
5. Diego de Alvarado Huanitzin (1538–1541; também tlatoani )
6. Diego de San Francisco Tehuetzquititzin (1541–1554; também tlatoani )
7. Esteban de Guzmán Omacatzin (1554–1557; apenas como juiz)
8. Cristóbal de Guzmán Cecetzin (1557–1562; também tlatoani )
9. Luis de Santa María Nanacacipactzin (1563–1565; também tlatoani )
10. Francisco Jiménez (1568-1569)
11. Antonio Valeriano (1573-1599)
12. Melchor de Mendoza (1593-1593)
13. Gerónimo López (1599-1608)
14. Juan Bautista (1609-1610)
15. Juan Pérez de Monterrey (1610-1614)
16. Francisco Bautista Valeriano (1616-1618)
17. Jerónimo de León (1619)
18. Antonio Valeriano “El Joven” (1620-1621)
19. Diego Carrillo (1622-1628)
20. Juan de León (1629-1633)
21. Cristóbal Pascual (1634-1639)
22. Martin González (1640-1647)
23. Manuel de Tapia Moctezuma (1648-1653)
24. Diego de la Cruz (1654-1654)
25. Juan de Aguilar (1654-1654)
26. Juan de Velasco (1654-1654)
27. Diego de la Cruz Villanueva (1655-1656)
28. Marcos de la Cruz (1657-1657)
29. Pedro Bernal (1657-1658)
30. Francisco Benítez Ynga (1659-1660)
31. Francisco Benítez (1660-1664)
32. Lourenço de Santiago (1665-1666)
33. Felipe de Aguilera (1667-1668)
34. Felipe de Aguilar (1669-1674)
35. Mateo Salvador (1675-1675)
36. Juan de Aguilar (1675-1676)
37. Juan Bautista Valeriano (1676-1677)
38. Gregório de los Reyes (1677)
39. Juan de Xara (1678-1681)
40. Matías de los Ángeles (1682)
41. Bernardino Antonio de la Cruz (1684)
42. Matías de la Cruz (1685)
43. Jose de la Cruz (1686)
44. Bernardino Antonio de la Cruz (1687)
45. Matías de los Ángeles (1688)
46. Bernardino Antonio de la Cruz (1688)

## Regidores
Tenochtitlan tinha doze regidores, um número excepcionalmente alto. Como os alcaldes, os regidores representavam as quatro subdivisões de Tenochtitlan, ainda que com representação desproporcional de San Juan Moyotlan. 
Em 1564, os regidores recebiam salários de 20 pesos.